# Korg Trinity

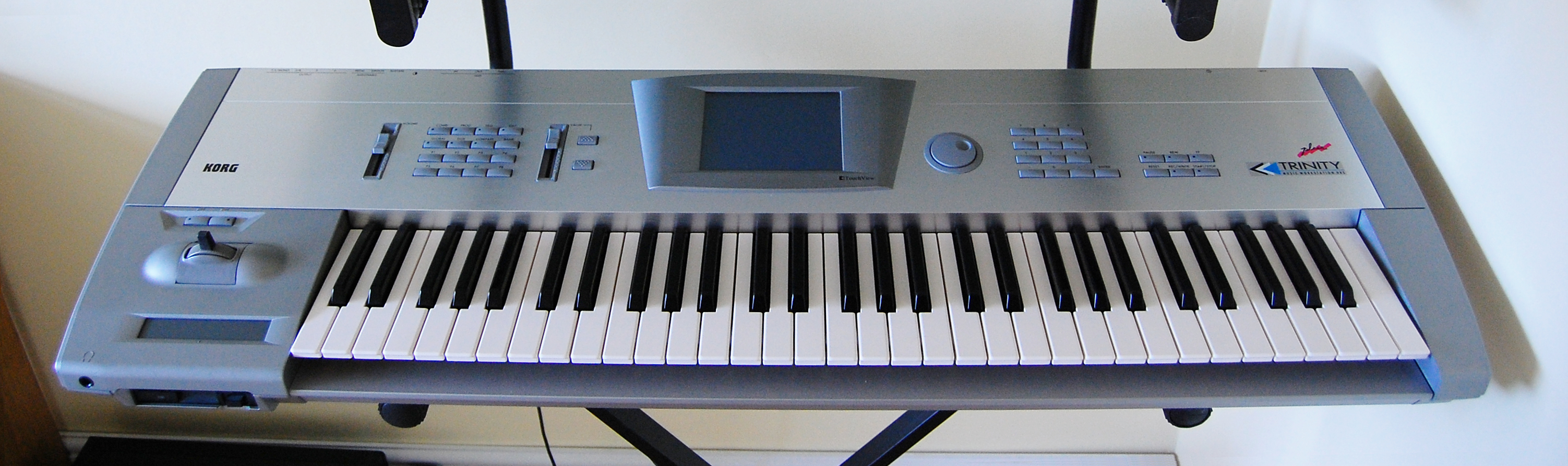

Korg Trinity è un sintetizzatore ed una music workstation di grande successo creata dalla Korg nel 1996. È stata la prima workstation ad offrire espansioni non solo per i suoni, ma anche per funzioni avanzate come le porte SCSI ed ADAT, diversi tipi di generazione del suono, capacità di registrare l'audio. Era considerata una delle più complete music workstations. Esternamente aveva una finitura argentata che la rendeva molto riconoscibile.

## Schermo
Una delle caratteristiche che hanno reso famosa questa music workstation è lo schermo.
La Korg Trinity era dotata di uno schermo grafico LCD da 320 x 240 pixel dotato di tecnologia TouchView, vale a dire che si trattava di uno schermo Touch screen. 
Va ricordato che tutti gli altri sintetizzatori dell'epoca avevano un'interfaccia molto più semplice, con uno schermo che solitamente era costituito da due righe alfanumeriche di 20 caratteri.

## Modelli
La Korg Trinity è stata venduta in diverse versioni:
- Trinity (61 tasti) (1996-1998)
- Trinity Plus (61 tasti) (1996-1998) (munita di espansione SOLO-TRI, che integrava nel Trinity la generazione sonora del Korg Prophecy)
- Trinity Pro (76 tasti) (1996-1998)
- Trinity proX (88 tasti pesati) (1996-1998)
- Trinity TR-Rack (1U Rack) (1998-1999) (con memoria espansa)
- Trinity V3 (61 tasti) (1998-1999) (munita di espansione MOSS-TRI, che integrava nel Trinity la generazione sonora del Korg Z1)
- Trinity V3 Pro (76 tasti) (1998-1999) (munita di espansione MOSS-TRI)
- Trinity V3 proX (88 tasti pesati) (1998-1999) (munita di espansione MOSS-TRI)

## Musicisti
- Keith Emerson
- Robyn Miller
- David Bowie
- Vangelis
- Jean-Michel Jarre
- Depeche Mode
- Deep Forest
- John Paul Jones
- Matthew Bellamy
- Scissor Sisters
- Derek Sherinian precedentemente dei Dream Theater, adesso dei Planet X
- Tuomas Holopainen dei Nightwish
- Orbital
- Faithless
- Swizz Beats
- Kool Keith
- Shagrath
- Tom Coster
- Tony Banks (Genesis) (specialmente nell'album Calling All Stations)
- Sergio Cossu (Matia Bazar) (specialmente nell'album Benvenuti a Salsalito)